# Louis Renon
 (août 2025).
Si vous disposez d'ouvrages ou d'articles de référence ou si vous connaissez des sites web de qualité traitant du thème abordé ici, merci de compléter l'article en donnant les références utiles à sa vérifiabilité et en les liant à la section « Notes et références ».
Louis Renon, né le 1er avril 1855 à Bourbon-l'Archambault et mort le 14 décembre 1924 à Clermont-Ferrand, était notaire et fut maire de Clermont-Ferrand de 1900 à 1904.

## Biographie
Originaire de l'Allier, Louis Renon s'installe à Clermont-Ferrand en 1885, où il acquiert une étude de notaire. 
Rapidement porté au Conseil municipal en 1892, il devient adjoint de la municipalité Lecuellé.
Élu maire de Clermont-Ferrand en 1900, il s'occupe avec dévouement de sa ville. Il inaugure sur la place de Jaude le 11 octobre 1903 la statue équestre de Vercingétorix, œuvre de Bartholdi, en présence du président du Conseil Émile Combes, ainsi que le lycée Jeanne-d'Arc, premier lycée public de jeunes filles.

## Fonctions diverses
- Dès juin 1911 : vice-président de la Commission des Hospices.
- Président honoraire de la Chambre des Notaires de l'arrondissement de Clermont-Ferrand.

## Décoration
- Chevalier de la Légion d'honneur (1914)